# Surminy
Surminy (deutsch Surminnen) ist ein Dorf in der polnischen Woiwodschaft Ermland-Masuren und gehört zur Landgemeinde Banie Mazurskie (Benkheim) im Powiat Gołdapski (Kreis Goldap).

## Geographische Lage
Surminy liegt am Südufer der Goldap (polnisch Gołdapa) im Nordosten der Woiwodschaft Ermland-Masuren. Die frühere Kreisstadt Angerburg (polnisch Węgorzewo) liegt 24 Kilometer westlich, die jetzige Kreishauptstadt Gołdap (Goldap) 16 Kilometer nordöstlich.

## Geschichte
Das einstige Dorf Serminnen mit seinem östlich gelegenen Vorwerk wurde 1540 gegründet. Vor 1785 wurde es Siurminnen genannt. Am 6. Mai 1874 wurde Surminnen Amtssitz und war damit namensgebend für einen neu errichteten Amtsbezirk, der bis 1945 zum Kreis Angerburg im Regierungsbezirk Gumbinnen der preußischen Provinz Ostpreußen gehörte.  Im Jahre 1910 waren in Surminnen 469 Einwohner registriert. Ihre Zahl veränderte sich bis 1925 auf 443, belief sich 1933 wieder auf 469 und betrug 1939 noch 455.
Im Jahre 1945 kam Surminnen in Kriegsfolge mit dem ganzen südlichen Ostpreußen zu Polen und erhielt die polnische Namensform „Surminy“. Heute ist der Ort Sitz eines Schulzenamtes (polnisch Sołectwo) und eine Ortschaft im Verbund der Landgemeinde Banie Mazurskie im Powiat Gołdapski, vor 1998 zur Woiwodschaft Suwałki, seither zur Woiwodschaft Ermland-Masuren gehörig.

### Amtsbezirk Surminnen (1874–1945)
Der Amtsbezirk Surminnen bestand zwischen 1874 und 1945 und zählte zu Anfang fünf, am Ende noch drei Dörfer:
| Deutscher Name                | Polnischer Name | Bemerkungen                    |
| ----------------------------- | --------------- | ------------------------------ |
| Kulsen                        | Kulsze          |                                |
| Sapallen 1938–1945: Ostau     | Sapałówka       |                                |
| Schupowen 1938–1945: Schuppau | Czupowo         | 1928 nach Kulsen eingegliedert |
| Surminnen                     | Surminy         |                                |
| Ziemianen                     | Ziemiany        | 1928 nach Kulsen eingegliedert |

Am 1. Januar 1945 gehörten noch Kulsen, Ostau und Surminnen zum Amtsbezirk Surminnen.

## Kirche
Der evangelische Bevölkerungsanteil Surminnens war bis 1945 in das Kirchspiel der Kirche in Benkheim (polnisch Banie Mazurskie) im Kirchenkreis Angerburg in der Kirchenprovinz Ostpreußen der Kirche der Altpreußischen Union, der katholische nach Angerburg im Bistum Ermland eingepfarrt. Heute gehören die katholischen Kirchenglieder Surminys zur Kirche Banie Mazurskie im Dekanat Gołdap im Bistum Ełk (Lyck) der Römisch-katholischen Kirche in Polen, die evangelischen dagegen zur Gołdaper Filialkirche der Pfarrei in Suwałki in der Diözese Masuren der Evangelisch-Augsburgischen Kirche in Polen.

## Verkehr
Verkehrstechnisch günstig liegt Surminy an der polnischen Woiwodschaftsstraße DW 650, der einstigen deutschen Reichsstraße 136, die den Norden der Woiwodschaft Ermland-Masuren durchzieht und dabei die beiden Kreisstädte Węgorzewo (Angerburg) und Gołdap (Goldap) verbindet. Eine Bahnanbindung besteht nicht mehr, seit 1945 die Bahnstrecke Angerburg–Goldap mit der nächstgelegenen Bahnstation Benkheim zerstört und nicht reaktiviert worden ist.